# Hergisdorf
Hergisdorf è un comune tedesco di 1 507 abitanti situato nel land della Sassonia-Anhalt.